# Conférence de Mexico

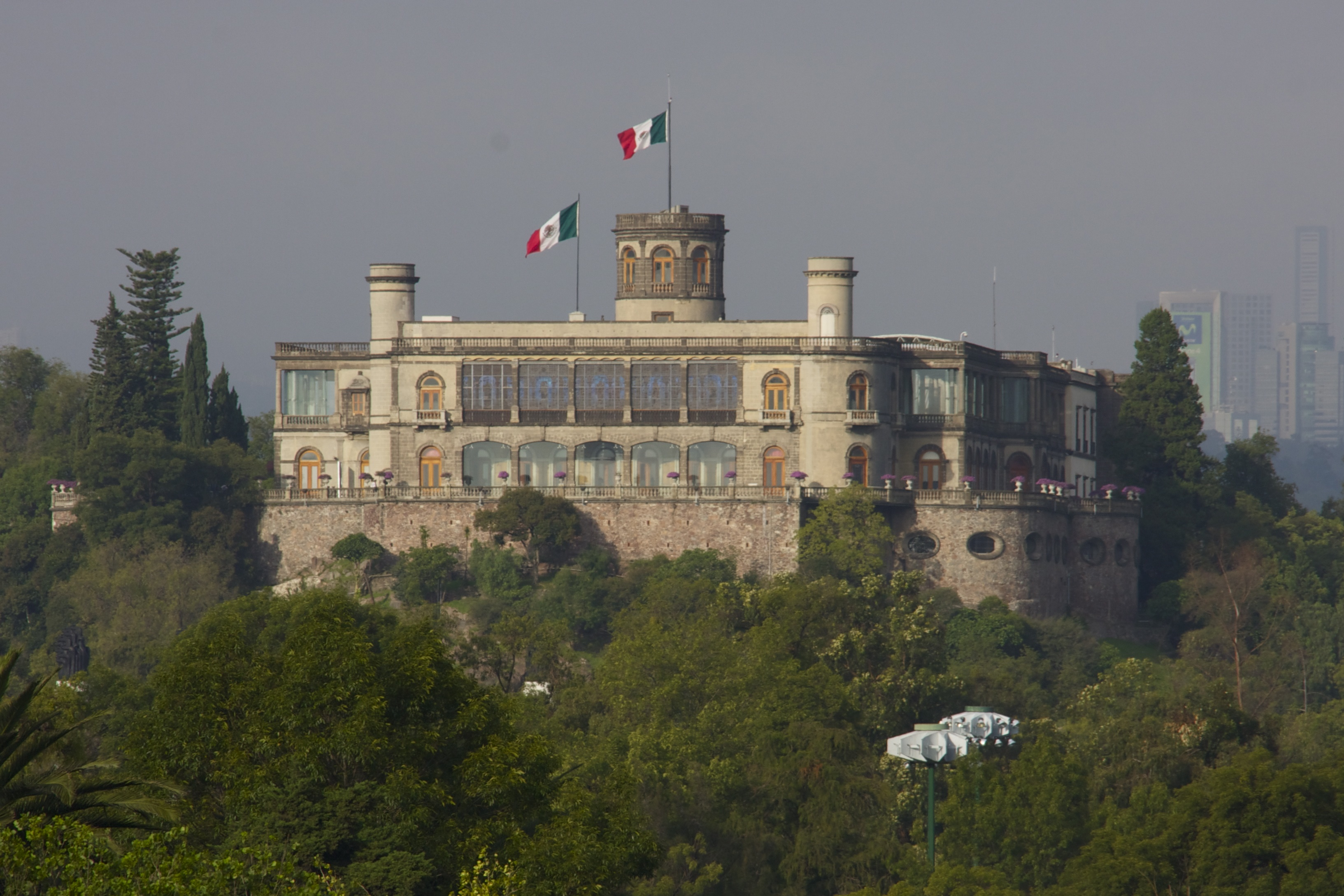
Le château de Chapultepec où se déroule la conférence de Mexico en 1945.

La conférence de Mexico rassemble, du 21 février au 8 mars 1945, dans le contexte de la Seconde Guerre mondiale, 20 pays du continent américain, dont les États-Unis, au château de Chapultepec, à Mexico, la capitale du Mexique. La conférence aboutit à la signature de l'Acte de Chapultepec, instaurant un système de sécurité collective entre les États participants à la conférence. L'Argentine est absente, car ce pays d'Amérique du Sud n'avait alors pas déclaré la guerre à l'Allemagne nazie. Les décisions prises lors de cette conférence serviront de base pour la signature du pacte de Rio, deux ans plus tard, en 1947.